# Blankes Schlatt
Das Blankes Schlatt und Kleines Schlatt ist ein unter der Nummer DH 00061 ausgewiesenes Landschaftsschutzgebiet im Bereich der Stadt Syke im niedersächsischen Landkreis Diepholz.
Das Schlatt, insgesamt eine 3 ha große Fläche im Nordosten des Syker Ortsteils Barrien, gehört der Stadt Syke und wurde 1969 als Landschaftsschutzgebiet ausgewiesen. Es befindet sich im Zustand vom Übergangsmoor zum Hochmoor mit starkem Torfmooswachstum. Da es das einzige Übergangsmoor im nördlichen Bereich des Landkreises Diepholz ist, gilt es als besonders schützenswert. 
Zahlreiche gefährdete Moorpflanzen finden hier einen Lebensraum: Moosbeere, Rundblättriger Sonnentau, Wollgras, Sumpf-Calla, Sumpf-Blutauge u. a. 